# Championnat du Danemark de football australien
Le Championnat du Danemark de football australien est une compétition de football australien qui représente au Danemark le sommet de la hiérarchie du football australien. La compétition se déroule annuellement sous forme d'un championnat mettant aux prises six clubs amateurs. La première journée de l'édition inaugurale se tient le 24 mai 1989.

## Historique

### Origines
Le 24 mai 1989, Mick Sitch place une annonce dans un journal danois demandant s'il y avait des personnes qui désiraient le rencontrer pour taper quel coup de pied à Fælledparken, un parc public à Copenhague. Deux personnes du nom de Bo Jørgensen et Steve McKay ont assisté à cette session informelle, formant la base de la future ligue.
Des entrainements réguliers sont organisées et le nombre de personnes grossi à tel point que les joueurs sont obligés de se diviser en trois groupes, avec l'intention de commencer une compétition l'année suivante. Ainsi, les Tigres de Amager, les Crocodiles de Copenhague et les Barracudas du Nord de Copenhague sont nés, et deviennent les clubs fondateurs du Championnat danois de football australien.
Le Championnat du Danemark est créé le 8 juin 1991, l'équipe des Barracudas du Nord de Copenhague dirigé par Sitch gagne face aux Crocodiles de Copenhague 9.13 (67) à 4,5 (29). Parmi les 23 joueurs de la première édition, on compte douze danois, sept australiens, deux britanniques et deux néo-Zélandais.
La courbe d'apprentissage du foot australien au Danemark est illustrée par un nombre important de coup de pied au but… partagé par le joueur des Tigres Bo Jørgensen et la paire de l'équipe des Crocodiles de George Digkolis et Boris Kjaer, où chacun a marqué 15 buts lors de cette saison.
En 2009, l'équipe des Amager Tigers fondé dès les débuts du football australien disparait en 1989, disparait 20 ans plus tard. La fusion des Århus Bombers, des Aalborg Kangaroos et des Randers Dockers permet la création des Jutland Shinboners dans la ville de Aalborg.

## Palmarès
- 1991 : North Copenhagen
- 1992 : Amager
- 1993 : Amager
- 1994:  Copenhagen
- 1995:  Amager
- 1996 : Farum Cats
- 1997 : Amager
- 1998 : Copenhagen
- 1999 : Copenhagen
- 2000 : North Copenhagen
- 2001 : North Copenhagen
- 2002 : Amager
- 2003 : Amager
- 2004 : North Copenhagen Cudas
- 2005 : Farum Cats
- 2006 : Farum Cats
- 2007 : Farum Cats
- 2008 : North Copenhagen Barracudas
- 2009 : Port Malmö Maulers
- 2010 : North Copenhagen Barracudas

## Clubs
Le 20e Championnat du Danemark de football australien réunit 6 clubs:
| Club                        | Ville       | Pays     | Stade              | Capacité | Création |
| --------------------------- | ----------- | -------- | ------------------ | -------- | -------- |
| Copenhagen Crocs            | Copenhague  | Danemark | Boldklubben Stefan |          | 1989     |
| Farum Cats                  | Farum       | Danemark |                    |          | 1994     |
| Helsingborg Saints          | Helsingborg | Suède    |                    |          |          |
| Jutland Shinboners          | Aalborg     | Danemark |                    |          |          |
| North Copenhagen Barracudas | Copenhague  | Danemark |                    |          |          |
| Port Malmö Maulers          | Malmö       | Suède    |                    |          | 1993     |